# Sepp Oberfrank
Sepp Oberfrank, talora italianizzato in Giuseppe Oberfrank (1º giugno 1955), è un ex sciatore alpino italiano.

## Biografia
Specialista delle prove tecniche originario di Brunico, Oberfrank nella stagione 1973-1974 in Coppa Europa si piazzò 3º nella classifica di slalom gigante; in Coppa del Mondo ottenne due piazzamenti a punti, il 21 gennaio 1975 a Fulpmes in slalom gigante (10º) e il 5 gennaio 1976 a Garmisch-Partenkirchen in slalom speciale (9º). Nella stagione 1975-1976 in Coppa Europa vinse la classifica di slalom speciale e si piazzò 2º in quella generale e gareggiò almeno fino al 1978; non prese parte a rassegne olimpiche e non ottenne piazzamenti ai Campionati mondiali.

## Palmarès

### Coppa del Mondo
- Miglior piazzamento in classifica generale: 56º nel 1976

### Coppa Europa
- Miglior piazzamento in classifica generale: 2º nel 1976[2]
- Vincitore della classifica di slalom speciale nel 1976[2]